# Apomecyna flavovittata
Apomecyna flavovittata là một loài bọ cánh cứng trong họ Cerambycidae.